# Monteplain
Monteplain ist eine französische Gemeinde mit 148 Einwohnern (Stand 1. Januar 2022) im Département Jura in der Region Bourgogne-Franche-Comté. Sie gehört zum Arrondissement Dole und zum Kanton Mont-sous-Vaudrey. Die Bewohner nennen sich Monteplinois.

## Geografie
Monteplain grenzt im Westen an La Barre und ansonsten an Ranchot. Im Süden der Gemeinde verläuft der Fluss Doubs.

## Bevölkerungsentwicklung
| Jahr                       | 1962 | 1968 | 1975 | 1982 | 1990 | 1999 | 2006 | 2018 |
| Einwohner                  | 54   | 53   | 42   | 36   | 96   | 154  | 164  | 131  |
| Quellen: Cassini und INSEE |      |      |      |      |      |      |      |      |